# Междуличностна психоанализа
Междуличностната психоанализа се базира на теориите на Хари Стек Съливан, американски психиатър, който вярва, че детайлите от междуличностните взаимоотношения на пациентите с другите осигуряват инсайт в причините и лечението на душевните болести.
Съливан смята, че тези пациенти пазят много аспекти от междуличностните си взаимоотношения от осъзнаване чрез селективно невнимание. Той мисли, че е важно за психотерапевтите да извършват детайлно изследване на взаимоотношенията на пациентите с другите, за да станат те самите оптимално осъзнати за междуличностните си модели.
За разлика от класическата психоанализа, междуличностния аналитик се фокусира върху детайлни въпроси относно моментните взаимоотношения на пациента с другите, включително и с аналитика.